# Drift: The Unmooring of American Military Power
Drift: The Unmooring of American Military Power é o livro de estreia da jornalista estadunidense Rachel Maddow, lançado em 2012 e publicado pela editora Crown [en]. Drift, explora a premissa de que a maneira pela qual os Estados Unidos entram em guerra tem se tornado gradualmente mais secreta e menos democrática. Em Drift, Maddow examina como as declarações de guerra americanas têm mudado gradativamente, deixando de ser aprovadas pelo Congresso e passando a ser centralizadas nas mãos do presidente do país. O escopo do livro abrange desde a Guerra do Vietnã até as guerras no Iraque e no Afeganistão.
Maddow disse que escreveu Drift porque o tópico merecia um formato longo que não poderia ser abordado adequadamente em  seu programa de televisão.  O livro é dedicado ao ex-vice-presidente Dick Cheney porque ele estava em sua “lista de desejos” para ser entrevistado.

## Panorama
Drift começa com uma análise da política que envolveu a Guerra do Vietnã, com foco na Doutrina Abrams, que enfatizava o apoio público às operações militares. Maddow escreve que a relutância de Lyndon B. Johnson em utilizar a Guarda Nacional e a Reserva do Exército deu início à tendência de separar as forças armadas e seu uso do alcance da população estadunidense. Maddow discute a Resolução dos Poderes de Guerra de 1973, aprovada no governo de Richard Nixon, e a evolução do papel do presidente americano em conflitos militares.
Após discorrer sobre o papel do governo de Ronald Reagan na invasão de Granada e no caso Irã-Contras, Drift dá crédito a George H. W. Bush por buscar a aprovação do Congresso para a Operação Tempestade no Deserto. Maddow critica o uso de empreiteiras privadas e agências de inteligência na guerra. Ela escreve sobre a incursão americana no Paquistão para matar Osama bin Laden e afirma que o terreno reservado para a caça de houbara africana [en] deu motivos para que o Paquistão e os Estados Unidos justificassem a existência de uma base secreta que originou ataques de drones.

## Recepção

### Crítica
Na contracapa de Drifti inclui comentários da ativista Naomi Klein, dos jornalistas Matt Taibbi [en] e Tom Brokaw e do presidente da Fox News, Roger Ailes.  Ailes escreveu uma crítica positiva, dizendo: “As pessoas que gostam de Rachel vão adorar o livro. As pessoas que não gostam ficarão com raiva, mas o debate agressivo é bom para os Estados Unidos. Drift é um livro que vale a pena ser lido".
A jornalista Emily Bazelon [en] escreveu para revista Slate que Maddow, "leva seus leitores em uma mordaz e revigorante jornada pelo crescimento excessivo do aparato militar americano. Maddow quer que confrontemos o tamanho e o peso do complexo de segurança nacional que construímos e também compreendamos como seu crescimento gigantesco está ligado à usurpação, pelo voraz poder executivo, dos poderes de guerra do dócil legislativo".
Gordon M. Goldstein, ao resenhar Drift juntamente com War Time: An Idea, Its History, Its Consequences de Mary L. Dudziak [en] no jornal The Washington Post, elogiou a “pesquisa robusta e eclética” de Maddow, mas critica sua análise da invasão do Iraque em 1991, chamando sua narrativa de “muito restrita”, e a intervenção da OTAN nos Bálcãs em 1995, dizendo que “seu relato é muito truncado”. No entanto, ele observa que “a voz característica de Maddow em Drift é altamente inteligente, muitas vezes incrédula e intermitente e humoristicamente profana”, acrescentando que ela é “talentosa e profundamente praticante na arte do debate sobre políticas públicas”. Ele resume que, embora críticas razoáveis possam ser feitas ao argumento de Maddow, “elas... pouco fazem para diluir a força geral de sua tese, que é articulada de forma apaixonada e eficaz”.
A revista literária Kirkus Reviews [en] fez crítica positiva ao livro, elogiando o "humor e verve" de Maddow.
Drift estreou no topo da lista dos mais vendidos do The New York Times para o gênero de não ficção de capa dura, onde permaneceu em primeiro lugar por cinco semanas e permaneceu no TOP10 por mais duas semanas.

### Prêmios
A versão em audiolivro de Drift, gravada por Maddow, foi indicada ao prêmio Grammy de Melhor Gravação de Audiolivro, Narração e Contação de Histórias [en] no Grammy Awards de 2013. Janis Ian venceu o prêmio com o livro Society's Child: My Autobiography.
| Ano  | Premiação     | Categoria                                                                      | Resultado | Ref.   |
| ---- | ------------- | ------------------------------------------------------------------------------ | --------- | ------ |
| 2013 | Grammy Awards | Grammy de Melhor Gravação de Audiolivro, Narração e Contação de Histórias [en] | Indicado  | [ 18 ] |